# Milojko Spajić
Milojko Spajić (serbi: Милојко Спајић)  (Pljevlja, 24 de setembre de 1987) és un polític montenegrí i enginyer financer que exerceix com a primer ministre de Montenegro des de l'octubre de 2023.
També va exercir com a ministre de Finances i Benestar Social al govern de Montenegro i al gabinet de Zdravko Krivokapic del 2020 al 2022.
Spajić és el president del partit centrista Europe Now.
A partir del 2024, és el quart líder estatal en servei més jove del món, després de Gabriel Attal de França, Ibrahim Traoré de Burkina Faso i Daniel Noboa de l'Equador.
Es va graduar a la Universitat d'Osaka, a la Universitat de Saitama i a HEC Paris.